# Akte van berouw
De akte van berouw (Latijn: Actus contritionis) is een gebed in de Katholieke Kerk waarin men het berouw over zijn zonden uitdrukt. Het is een privaat gebed. Dat wil zeggen dat het door de gelovigen zelf gebeden wordt in hun persoonlijke gebed. Het wordt bijvoorbeeld gebeden voor de biecht, voor het ontvangen van de H. Communie of bij het avondgebed. Ook wordt het tijdens de biecht gebeden vóór de absolutie. Nadat men zijn zonden heeft beleden en de penitentie van de priester heeft aanvaard vraagt de priester meestal namelijk om een akte van berouw te bidden.
Er zijn variaties op de akte van berouw. De meest voorkomende zijn de onderstaanden:
Latijn:
Deus meus, ex toto corde paenitet me omnium meorum peccatorum, eaque detestor, 

quia peccando, non solum poenas a te iuste statutas promeritus sum, 

sed praesertim quia offendi te, 

summum bonum, 

ac dignum qui super omnia diligaris. 

Ideo firmiter propone, adiuvante gratia tua, 

de cetero me non peccaturum peccandique occasiones proximas fugiturum.

Amen
Nederland:
Heer mijn God, ik heb echt berouw. 

Ik betreur het dat ik kwaad heb gedaan 

en het goede heb nagelaten. 

Door mijn zonden heb ik U beledigd die mijn hoogste goed zijt, 

en alle liefde waardig. 

Het is mijn vaste voornemen, mij, met de hulp van uw genade, 

te bekeren, niet meer te zondigen en te vermijden 

wat tot zonde kan leiden.

Amen
Vlaanderen:
Mijn Heer en mijn God, het is mij leed dat ik tegen uw opperste majesteit misdaan heb. 

Ik verfoei al mijn zonden, niet alleen omdat ik uw straffen heb verdiend; 

maar vooral omdat ze U mishagen, die oneindig volmaakt en alle liefde waardig zijt. 

Ik maak het vast voornemen, mijn leven te beteren en de gelegenheden tot zonde te vluchten. 

In dit berouw wil ik leven en sterven. 

Amen.
Akte van berouw voor kinderen:
Mijn Heer en mijn God het spijt mij

uit de grond van mijn hart dat ik U vergramd heb door mijn zonden.

Ik haat en ik verfoei die zonden uit liefde tot U en ik maak een vast voornemen

niet meer te zondigen, de gelegenheid tot zonde te mijden, en mij te beteren.— Zalige Edward Poppe